# محمد قراطاس
الشاعر والروائي محمد قراطاس المهري، سلطنة عمان، أديب عماني ولد في مدينة صلالة في الربع الأول من سبعينيات القرن الماضي (1974م). بدأ بالكتابة في سن مبكرة، وظهر كشاعر على الساحة العمانية منذ نهاية التسعينيات. يكتب بجميع القوالب المعروفة في الشعر من شعر عمودي إلى التفعيلة شعر حر وقصيدة النثر. ويقول أن الشعر كائن حي يجيء كيفما يشاء وبالشكل الذي يشاء، والشعر كائن حي تمر عليه سنّة التطور والتغيير مع مرور الزمان فإذا توقف عن التطور تكون تلك الإشارة بموته في قلب الشاعر.

## تعليمه
درس جميع مراحل التعليم العام في مدينةصلالة، ثم التحق بكلية الهندسة في جامعة السلطان قابوس في مسقط، وأكمل فيها دراسته الجامعية. ثم عمل لعدة سنوات كمهندس محطات كهربائية قبل أن يبتعث إلى جامعة كوفنتري البريطانية ليحصل على درجة ال ماجستير في إدارة الأعمال الهندسية.
خلال عمله كتب أبحاثا عن الطاقة المتجددة في سلطنة عمان وتحديدا في ظفار (محافظة). كما وضع على خارطة الخبراء الدوليين في الـيونسكو.

## النشأة
ولد محمد قراطاس سنة 1972 في مدينة صلالة وفي الفترة التي كانت الحرب في جبال ظفار [بحاجة لمصدر] لم تضع أوزارها وكانت في أوجها. والده الشيخ مسلم قراطاس عامرجيد المهري كان أحد القادة المؤسسين في الفرق الوطنية التي حاربت مع السلطان قابوس. وقد ذكره الكاتب الإنجليزي توني جيبز في كتابه عمليات اس أي اس (SAS Operation Oman) ضمن أهم القيادات التي رجحت كفة الحرب. وقد توفي قبل إعلان النصر بعدة أشهر.

## المجال الشعري
صدر للشاعر محمد قراطاس ثلاث مجاميع شعرية:
1. ما ورثه الضوء مجموعة شعرية صدرت عن دار الانتشار العربي بيروت 2013.[3]، وتحتوي على قصائد عمود وتفعيلة ونثر.
2. ثم صدرت له تغريبة بحر العرب مجموعة شعرية صدرت عن دار نينوى دمشق 2016.[4]، وهي نصوص نثرية شعرية.
3. وأخيرًا صدرت له الأعشاب تفقدُ الذاكرةَ سريعا مجموعة شعرية صدرت عن دار نينوى دمشق 2019.[5] وهي نصوص تعتمد العمودي والتفعيلة ما عدا الفصل الأخير.

خلال مسيرته الشعرية زار الكثير من العواصم العربية والدولية مشاركا في مهرجاناتها الدولية، والتالي بعض تلك المشاركات:
- مهرجان الشعر العماني من (1) 1998 إلى (5) 2006.
- مهرجان ومسابقة أمير الشعراء (مسابقة) في موسمه الأول.[6]
- أمسية اتحاد كتاب وأدباء الإمارات في أبوظبي 2007.
- الأسبوع العماني الثقافي في الجزائر 2008.
- الأسبوع العماني الثقافي دمشق سوريا 2008.
- مهرجان الشعر العربي بنواكشط موريتانيا 2010.[7]
- مهرجان الشعر بورزازات المملكة المغربية 2008.
- ملتقى شعري أكادير المغربية 2008.
- ملتقى الشعر العربي طانطان المملكة المغربية 2012.
- قافلة أثير الثقافية باريس فرنسا 2013.[8]
- بيت الشعر الشارقة الإمارات العربية المتحدة 2016.

## المجال الروائي
رواية الأعتاب هي الرواية الأولى له، وقد صدرت عن دار الساقي بيروت سنة 2016. وقد أخذت الرواية اهتماماعلى المستوى النقدي وكتبت مجموعة مقالات في الصحف العربية عنها.
وهنا بعض الأقوال من مقالات النقاد والكتّاب حول الرواية:
«في مستهل روايته رواية الأعتاب الصادرة حديثاً عن دار الساقي يثبّت محمد قراطاس (عتبة/جُملة) نصّية محقونة بالدلالات القابلة للتأويل «عاد مساءً خلع ثيابه وأفرغ من جيبه ثورة»، فهذه العبارة المنحوتة بوعي تختزن إستراتيجية ومغازي النص» محمد العباس، جريدة القدس العربي 
«تظل رواية الأعتاب علامة بارزة في الرواية العمانية؛ لما تحمل من أوجه متبــاينة تلزمك بتعدد القراءات والرؤى» د. محمد المهري، جريدة القدس العربي 
"يُظلّل السرد لغزاً وغموضاً، ويتعجب القارئ من سلوك شخصٍ تخلّى بسهولة عن نضاله وتاريخه لتحرير وطنه، ليبرّر موقفه بعد ذلك بفقدانه الإيمان بعقيدة الثورة، إذ وجد أن القيم والمبادئ الإنسانيّة أصبحت مفقودة.  د. سارة ضاهر، جريدة السفير (صحيفة لبنانية) 
«في روايته رواية الأعتاب دار الساقي يقص الكاتب العماني محمد قراطاس سيرة للارتحال من أجل علاج النفس ومعرفتها. يعرف المرء الله» سومر شحادة جريدة الأخبار (لبنان) 

## المؤلفات والنشر
| - ما ورثه الضوء مجموعة شعرية صدرت عن دار الانتشار العربي بيروت 2013. - تغريبة بحر العرب مجموعة شعرية صدرت عن دار نينوى دمشق 2016. - الأعتاب رواية صادرة عن دار الساقي اللبنانية 2016. - الأعشاب تفقدُ الذاكرةَ سريعا مجموعة شعرية صدرت عن دار نينوى دمشق 2019. - الكثير من القصائد والمقالات الأدبية نشرت في المجلات والجرائد الإقليمية والعربية. وهذه بعضها: - وطن السيوف/ أثير العمانية - يا للمقاهي/ الوطن الجزائرية - ريفيّ/ القبس الكويتية |

## وصلات خارجية
مقابلة مع محمد قراطاس برنامج واحة الشعر / قناة الشارقة
إعصار جونو محمد قراطاس / قصيدة متداولة
قصيدة الثأر محمد قراطاس / قصيدة متداولة
غواية البوح / قصيدة صوتية
حكاية الخريف / قصيدة صوتية
يا للمقاهي / قصيدة متداولة

## مصدر
- محمد قراطاس / تويتر
- رواية الأعتاب / دار الساقي
- نصر سامي ديوان الشاعر محمد قاراطاس “ما ورثه الضّوء”
- زكي الصدير كاتب سعودي ثائر يساري يتحول إلى رحالة متصوف
- سارة ضاهر اكادمية لبنانبة خوف الإنسان ورهبة الأقدار
- الشاذلي عبد الصمد الكرامة الأدبيّة في رواية «الأعتاب» لمحمد قراطاس
- سومر شحادة محمد قراطاس: أخطاء الثورات في كل زمان ومكان